# 벤 하이네
벤 하이네(Ben Heine, 1983년 6월 12일 ~ )는 벨기에의 사진가, 화가, 정치 만화가이다.
하이네는 2011년 "Pencil vs Camera"와 "Digital Circlism"으로 잘 알려지게 되었다. 

<벤 하이네 대표 시리즈>

1. 'Pencil vs Camera'

Pencil Vs Camera는 2010년 벤 하이네에 의해 만들어진 그림과 사진, 상상과 현실이 공존하는 비주얼 컨셉. Pencil Vs Camera 시리즈는 마법, 환상, 시, 초현실주의 표현으로 가득한 작품으로 벤 하이네의 대표 시리즈.

2. 'Digital Circlism'

Digital Circlism은 2010년 벤 하이네가 Pencil Vs Camera와 함께 시작한 프로젝트로 팝아트와 점묘법을 절묘하게 통합하여 선보인 시리즈. Digital Circlism에서 벤 하인은 디지털 도구를 이용해 하나의 원은 하나의 컬러와 하나의 톤으로 이루어진 동그라미만을 검은색 배경 바탕에 사용하여 앨비스 프레슬리, 마를린 먼로, 밥 말리, 레이디 가가, 쟈니 뎁, 프레디 머큐리, 에미넴 등 유명 셀러브리티의 초상화를 선보인다.

3. 'Flesh and Acrylic'

Flesh and Acrylic 은 벤 하이네가 2011년부터 선보인 가장 최근 프로젝트로 추상적인 아크릴 그림이 그려진 큰 나무 패널 배경에 그림과 함께 흡수된 모델이 보인다. 이렇게 배경에 흡수된 인간의 모습은 이 프로젝트의 핵심 컨셉으로 사람은 예술작품에 통합되어 있고 전체 구성의 한 부분이라는 독특함을 강조한다. 다채로운 색채가 풍부하고 대범한 작품 시리즈.